# Mondonville-Saint-Jean
Mondonville-Saint-Jean é uma comuna francesa na região administrativa do Centro, no departamento Eure-et-Loir. Estende-se por uma área de 5,6 km². Em 2010 a comuna tinha 89 habitantes (densidade: 15,9 hab./km²).